# 山梨貸切自動車
山梨貸切自動車株式会社（やまなしかしきりじどうしゃ）は、かつて存在した、山梨県甲斐市に本社を置きタクシー・バス事業を営んでいた山梨交通グループの企業である。山梨県内タクシー事業者最大手であった。社団法人日本バス協会の会員にはなっていなかった。2017年10月1日、山交タウンコーチに吸収され解散した。

## 沿革
- 1940年11月 - 山梨貸切自動車株式会社を設立[1]。
- 1941年4月 - 営業開始[1]。
- 1945年7月 - 甲府市戦災によって社屋・車両とも焼失したが、復興して10台で営業再開[1]。
- 1948年1月 - 甲府駅構内での営業開始[1]。
- 1952年6月 - 整備工場を新設[1]。
- 1975年5月 - 国際興業の系列下に入る[1]。
- 1989年9月 - 第一山交タクシーの営業権を譲り受ける[1]。
- 1996年10月 - 山梨交通から塩山営業所の不採算路線の一部が移管され、廃止代替バスの運行を開始[1]。
- 2000年4月 - 勝沼循環バスの運行を受託。甲州市市民バスへの継承後も継続[1]。
- 2002年11月 - 山梨交通より伊勢町・塩山の各営業所のバス運行管理を受託[1]。
- 2015年
  - 3月 - 本社・本社営業所を移転[1]。
  - 10月1日 - 塩山営業所を山梨交通に移管[4]。
- 2017年10月1日 - 山交タウンコーチへの吸収合併に伴い解散[2][3]。

## 会社解散時点での本社および営業所
- 本社・本社営業所
山梨県甲斐市富竹新田1281-1
甲斐市大下条1689-1[5]から、2015年3月に移転[1]
- 旭日丘営業所
山梨県南都留郡山中湖村平野506-296
- 伊勢町営業所
山梨県甲府市住吉1-13-16

### 会社解散以前に廃止・移管された営業所
- 湯村営業所
山梨県甲府市湯村3-3-43[5]
- 塩山営業所
山梨県甲州市塩山下於曽596
2015年10月1日に山梨交通に移管[4]

## 会社解散時点での受託路線
甲斐市のコミュニティバスである甲斐市民バスのうち、ジャンボタクシーを使用する路線を受託運行していた。運賃は距離に関係なく1乗車200円（こども同額）。敷島北部線の清川 - 敷島仲町路線を除き、運行日が祝日であっても運行。年末年始は全路線が運休。
- 双葉北部線：ラザウォーク甲斐双葉 - 甲斐市役所双葉庁舎 - 駒沢 - 双葉東小学校 - 塩崎駅 - 甲斐市役所双葉庁舎 - ラザウォーク甲斐双葉
月曜・土曜運行
- 敷島 - 双葉線
  - 双葉地区経由：竜王駅 - さつき野団地 - 双葉SA- 双葉東小学校 - 塩崎駅入口 - ラザウォーク甲斐双葉
  - 敷島地区経由：竜王駅 - 長塚 - 敷島仲町 - 甲斐市役所敷島庁舎 - 山梨交通敷島営業所 - 敷島団地 - 山梨交通敷島営業所 - 双葉東小学校 - 塩崎駅入口 - ラザウォーク甲斐双葉

上記2系統とも火曜・土曜運行
- 竜王 - 双葉線：竜王駅 - 甲斐市役所竜王庁舎 - JA玉幡集荷場 - 榎 - 竜王駅 - ドラゴンパーク - 塩崎駅入口 - ラザウォーク甲斐双葉
水曜・日曜運行
- 敷島北部線
  - 平見城・下福沢方面：竜王駅 - 山梨交通敷島営業所 - 甲斐市役所敷島庁舎 - 睦沢農協 - 下福沢 - 清川 - 平見城公民館
  - 大明神・安寺方面：竜王駅 - 山梨交通敷島営業所 - 甲斐市役所敷島庁舎 - 睦沢農協 - 安寺 - 大明神

上記2系統とも月曜・火曜・木曜・金曜運行
  - 清川 - 敷島仲町路線：清川 - 下福沢 - 睦沢農協 - 敷島仲町
月曜 - 金曜運行

## 会社解散以前に廃止・移管された路線
- 30：甲府駅 - 貢川 - 貢川団地[注釈 1][注釈 2][注釈 3]
- 91：敷島営業所 - 長塚 - 甲府駅 - 善光寺入口 - 酒折駅入口 - 山梨学院大学 - 山梨英和大学[注釈 1][注釈 2]
- 94：甲府駅 - 善光寺入口 - 酒折駅入口 - 山梨学院大学 - 山梨英和大学入口 - 石和温泉駅入口 - 田中 - 勝沼[注釈 1][注釈 3]
- 95：南西団地 - 甲府駅 - 善光寺入口 - 酒折駅入口 - 山梨学院大学 - 山梨英和大学入口 - 石和温泉駅入口 - 一宮 - 勝沼
- 98：敷島営業所 - 長塚 - 甲府駅 - 善光寺入口 - 酒折駅入口 - 山梨学院大学 - 山梨英和大学 - 石和温泉駅入口 - 石和温泉駅[注釈 1][注釈 2]

### 受託路線
甲州市市民バスの一部の路線は山梨貸切自動車が甲州市からの委託を受けて塩山営業所が運行を行っていたが、前述のとおり同営業所は2015年10月1日に山梨交通に移管された。